# Zbyšek
Zbyšek je mužské jméno slovanského původu oblíbené především v Polsku. Je domácí variantou jmen Zbyhněv a Zbyslav tak jako jméno Zbyněk.
V českém občanském kalendáři má svátek 20. května (na Zbyslava).

## Zahraniční varianty
- Zbysław – polsky
- Zbislav, Zbyslav – staročesky
- Sbislaus – latinsky

## Jmeniny
- český kalendář: 20. května
- slovenský kalendář: 17. března
- polský kalendář: 17. března

## Statistické údaje
Následující tabulka uvádí četnost jména v ČR a pořadí mezi mužskými jmény ve srovnání dvou roků, pro které jsou dostupné údaje MV ČR – lze z ní tedy vysledovat trend v užívání tohoto jména:
| Rok       | Četnost  | Pořadí   |
| 1999      | 803      | 169.     |
| 2002      | 805      | 170.     |
| Porovnání | o 2 více | o 1 hůře |
| 2006      | 803      | 189.     |

Změna procentního zastoupení tohoto jména mezi žijícími muži v ČR (tj. procentní změna se započítáním celkového úbytku mužů v ČR za sledované tři roky 1999–2002) je +1,0%.

## Známí nositelé jména
- PaedDr. Zbyslav Beneš – český strojař
- Zbyslav z Bratčic – otec Jana z Polné
- Zbyšek Horák – český hlasatel
- MUDr. Zbyšek Kaššai – česko-židovský gynekolog
- Zbyšek Macháček – výtvarník
- Mgr. Zbyšek Mohaupt – český psycholog a psychoterapeut
- Mgr. Zbyšek Mošna – český fyzik
- Zbyšek Pantůček– český zpěvák
- Zbyšek Pantůček – český herec
- Zbyšek Pechr – český sportovní novinář
- Zbislav Peters – český hokejista
- Zbyšek Sion – český malíř
- Zbyšek Sznapka – český pětibojař
- JUDr. Zbyšek Stodůlka – český právník